# Kate Corrigan
Kate Corrigan é uma personagem fictícia da série de quadrinhos Hellboy, criada por Mike Mignola e publicado pela Dark Horse Comics. 